# La Macarena (Manizales)
La Macarena es una de las doce comunas de la ciudad de Manizales. Esta comuna se ubica en el suroccidente de la ciudad, y fue antes llamada "Comuna 11". Limita con las comunas Cumanday, La Fuente y Atardeceres y con el corregimiento Corredor Agroturístico. 

## División
La comuna está conformada por 13 barrios, los cuales son:
| - 20 de Julio - Jesús de la Buena Esperanza - Centenario - El Bosque - El Cármen - Barrios Unidos | - Estambul - La Castellana - Nogales - Panorama - San Antonio - La Albania - Bosconia |

## Sitios de interés
Centenario
- Parador Turístico El Peñón

Estambul
- Parroquia Niño Jesús de Praga
- Cooperativa de Caficultores de Manizales
- Cárcel del Distrito Judicial de Manizales
- Cárcel de mujeres Villa Josefina
- Universidad Antonio Nariño

La Castellana
- Plaza de Toros
- Hotel Centenario

El Cármen
- Santuario Parroquia de Nuestra Señora del Cármen
- Cancha sintética  monumental la bombonera
- Santuario de Jesús de la Buena Esperanza
- Cisco El Cármen